# Ana de Dinamarca
Ana de Dinamarca (en danés: Anna af Danmark; en inglés: Anne of Denmark; Skanderborg, 12 de diciembre de 1574-Hampton Court, 2 de marzo de 1619), fue reina consorte de Inglaterra e Irlanda desde 1603 hasta 1619, como esposa del rey Jacobo I de Inglaterra y VI de Escocia. A partir de 1589 hasta su muerte, fue también reina consorte de Escocia por su matrimonio. Por nacimiento, fue princesa de Oldemburgo y de Dinamarca, ya que era hija del rey Federico II y de su esposa, Sofía de Mecklemburgo-Güstrow.

## Biografía
Era la segunda de los siete vástagos, del rey Federico II de Dinamarca y de su esposa, Sofía de Mecklemburgo-Güstrow. Su llegada no fue precisamente celebrada por su padre, quien con dos hijas deseaba con ansiedad la llegada de un heredero masculino. Tras ella vendrían cinco hijos más, entre los que estaría el futuro rey de Dinamarca, Cristián IV. Ana fue una reina de carácter, que luchó por lo que ella creía justo.
Ana pasó su infancia lejos de su tierra natal, en la ciudad alemana de Güstrow, junto a sus abuelos maternos y su hermana mayor, Isabel. En 1579, volvió a Dinamarca, donde esperaría su destino como moneda de cambio en los acuerdos de su padre con otras coronas europeas.

## Religión
Una fuente de desacuerdo entre Ana y su futuro esposo, Jacobo, sería el tema de la religión; por ejemplo, Ana se abstuvo de la comunión anglicana durante su coronación. La reina había sido criada como luterana, pero puede haberse convertido silenciosamente al catolicismo en algún momento, un escenario político embarazoso que alarmó a los ministros de la iglesia protestante escocesa y levantó sospechas en la Inglaterra anglicana. 
La reina Isabel I también estaba preocupada por esta posibilidad y envió varios mensajes a Ana, aconsejándola que no escuchara a los consejeros papistas y preguntando por los nombres de cualquiera que intentara convertirla; Ana respondió que no había necesidad de dar nombres, ya que todos los esfuerzos en esta dirección habían fallado.

## Matrimonio

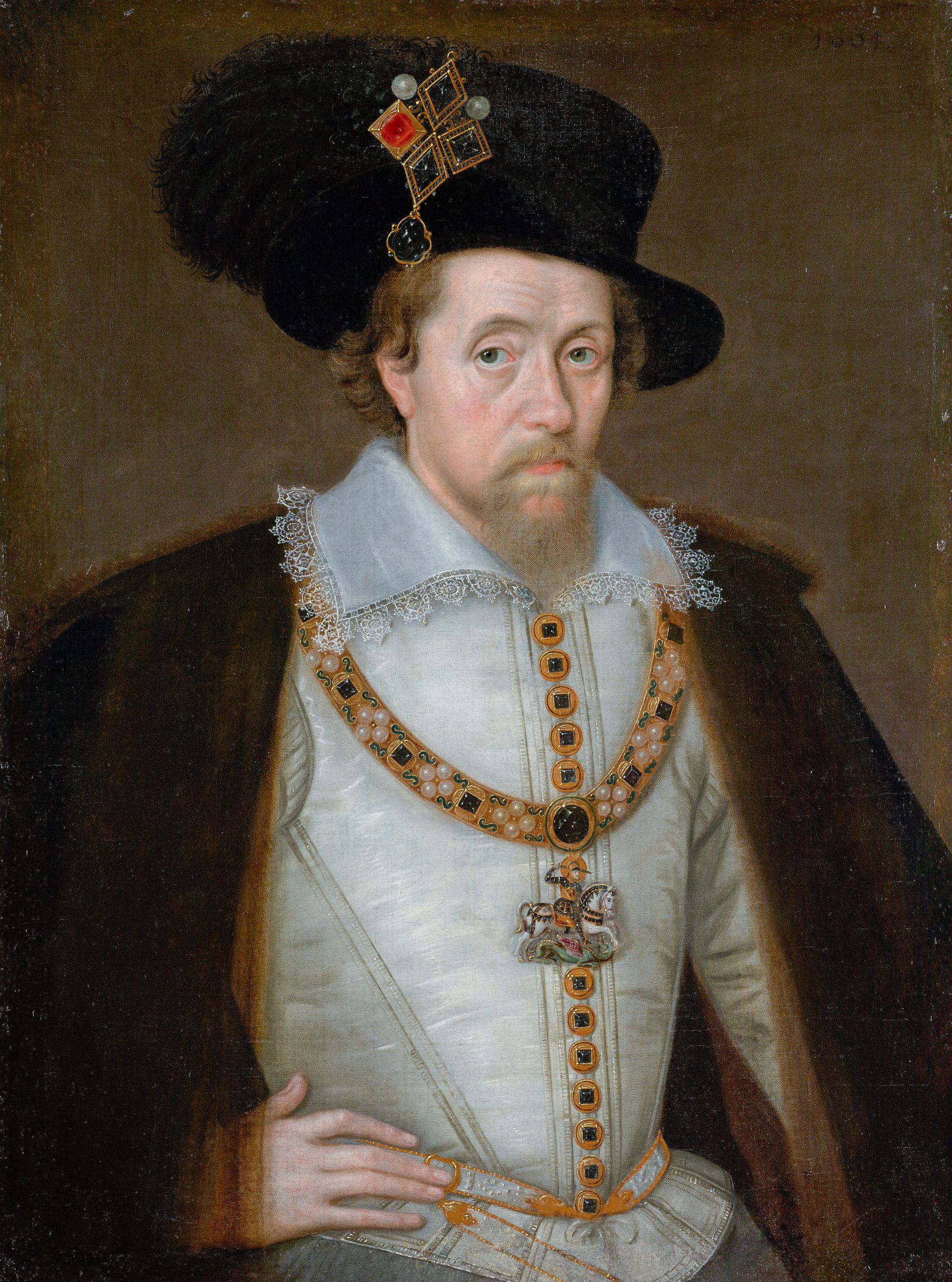
Jacobo VI de Escocia y I de Inglaterra, esposo de Ana, por John de Critz (1604).

Ana se casó por poderes en la ciudad de Oslo, el 23 de noviembre de 1589, con el rey Jacobo VI de Escocia -luego I de Inglaterra-. La ceremonia formal de matrimonio se llevó a cabo en la ciudad de Krondborg, el 21 de enero de 1590, durante la visita del rey Jacobo a Dinamarca. A su regreso a Escocia, fue coronada reina en la abadía de Holyrood, el 17 de mayo de ese mismo año, a la edad de catorce años, y concibió tres hijos que sobrevivieron la primera infancia, incluyendo el futuro Carlos I de Inglaterra.
Demostró independencia de talante y disposición a usar la política entre facciones escocesas en sus conflictos con Jacobo sobre la custodia de príncipe Enrique y su tratamiento de su amiga, Beatriz Ruthven. Ana parece haber amado a Jacobo al principio, pero la pareja gradualmente se fue distanciando. Al final vivieron aparte aunque sobrevivió un respeto mutuo y cierto grado de afecto.
Aunque Ana y Jacobo estuvieron muy unidos al inicio de su matrimonio, gradualmente se fueron distanciando. Poco después de su boda, ella renegó del luteranismo y abrazó la religión católica, ganándose el odio de sus súbditos escoceses, que eran presbiterianos —y luego el de los anglicanos ingleses—.
Difíciles años tuvo que soportar la reina sin ver llegar ningún síntoma de embarazo, en los que sufrió la presión y las críticas de sus detractores. Finalmente, el 19 de febrero de 1594 llegaba el ansiado heredero, el príncipe Enrique.
Su marido decidió, para no romper la tradición, que su hijo sería criado por su antigua nodriza, Helen Little. Jacobo estaba preocupado de que la tendencia de la madre hacia el catolicismo podría afectar a su hijo. Más tarde el pequeño fue trasladado al Castillo de Stirling, donde quedó bajo la custodia del conde John Erskine.
Ana, desesperada por volver a ver a su hijo, inició una intensa lucha contra su marido y se rodeó de una facción de fieles seguidores, que intentaron en vano conseguir acercar a la reina a su pequeño. Un año después, posiblemente por culpa de la tensión que sufría la reina, sufrió un aborto. Cuando en 1603 Jacobo dejó Escocia acompañado de Erskine para ser coronado rey de Inglaterra tras la muerte de la reina Isabel, Ana intentó otra vez acercarse a su hijo que ya tenía nueve años. Tampoco esta vez consiguió ver a Enrique y volvió a sufrir otro aborto.

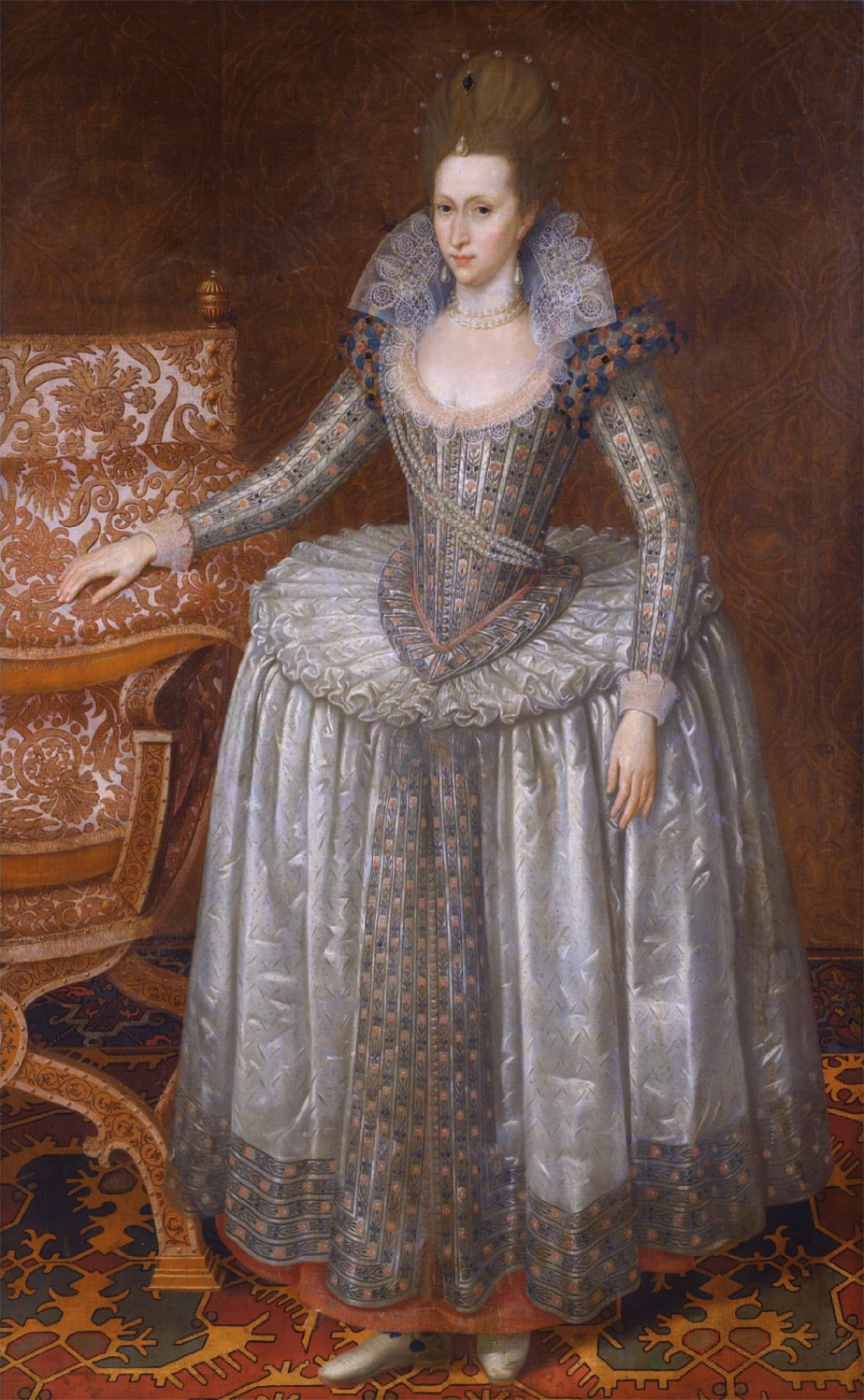
Ana de Dinamarca por John de Critz (c. 1605).

Al fin, Ana jugó su última carta. Cuando Jacobo le pidió que fuera con él a Inglaterra para ser coronada reina de los ingleses, ella se negó a menos que le dejara ir al lado de su hijo. Así consiguió Ana reencontrarse con Enrique y viajar a Inglaterra. Al morir la reina Isabel I, Jacobo VI le sucedió en el trono inglés como Jacobo I. El 25 de julio de 1603 fue coronada reina de Inglaterra, junto a su marido, en la abadía de Westminster.
Ana se instaló en Londres mientras Jacobo volvía a su mansión de Royston. Allí empezó una vida disipada, organizando fiestas y convirtiéndose en una importante mecenas de las artes. Su ritmo de vida extravagante, que incluyó la ampliación de su residencia en Londres, Somerset House —a la que rebautizó como Denmark House—, le trajo serios conflictos con su marido, por lo que su matrimonio con Jacobo estaba condenado.

## Corte y política
En Escocia, Ana exploró las divisiones en la corte para su beneficio, particularmente apoyando a los enemigos del conde de Gondomar. Como resultado, Jacobo no le contó secretos de estado. Henry Howard, un hombre activo en la diplomacia más secreta relacionada con la sucesión inglesa, a menudo le recordaba a Jacobo que, aunque Ana tenía todas las virtudes, Eva había sido corrompida por la serpiente. En la práctica, Ana se interesó poco en la política más importante a menos que se refiriera a sus hijos o amigos. 
En Inglaterra, Ana pasó de la política a las actividades artísticas. A pesar de participar plenamente en la vida de la corte de Jacobo y mantener su propia corte, donde a menudo recibía a aquellos que no eran aceptados por su esposo, ella rara vez elegía bandos políticos contra él. Cualesquiera que fueran las dificultades que tuvieron en privado, la reina demostró ser una buena posesión para Jacobo en Inglaterra, lo que condujo a un comportamiento discreto y elegante en público. Ana jugó un papel crucial, por ejemplo, en convencer a los visitantes extranjeros y embajadores del prestigio de la dinastía Estuardo y sus conexiones danesas.

## Herederos
El príncipe de Gales recibió el nombre de Enrique Federico en honor a sus dos abuelos: Enrique Estuardo y Federico II de Dinamarca. La actitud del monarca con sus hijos era más parecida a la de un maestro de escuela que a la de un padre, e incluso escribió textos para la escolarización de sus hijos.
La popularidad del príncipe subió tanto que resultó amenazante para su padre. Las relaciones entre ambos eran tensas y en ocasiones se notaban en público. 
Enrique, por el que tanto había luchado su madre en el pasado, murió en 1612, a causa de fiebre tifoidea, cuando solo tenía 18 años, sumiendo a la reina en una profunda depresión. Este diagnóstico se pudo realizar con relativa certeza, gracias a los registros escritos de los exámenes post mortem, aunque en ese momento hubo rumores de envenenamiento. Fue enterrado en la abadía de Westminster. Inmediatamente después de su muerte, su hermano Carlos cayó enfermo, siendo él el doliente principal, dado que su padre Jacobo se había negado a asistir a los funerales de su hijo (el monarca detestaba los funerales). 
Su hermano, el futuro Carlos I, le sucedió y asumió el poder tras la muerte de su padre en 1625. El reinado duró 11 años, en los cuales su absolutismo lo condenó a muerte. El reinado de Carlos I fue tumultuoso debido a la lucha de poderes que sostuvo con el Parlamento. Carlos era un abogado acérrimo del derecho divino de los reyes a gobernar. Era pedante, desconfiado y muy mentiroso. Muchos en Inglaterra, por lo tanto, temieron que procurara obtener el poder absoluto. Hubo una amplia oposición a muchas de sus acciones, especialmente la creación de impuestos sin el consentimiento del Parlamento. Esta fue una de las muchas manifestaciones del descontento popular contra una monarquía absoluta que pretendió llevar. 
Fue acusado de alta traición y de "otros altos crímenes", y fue decapitado en 1649. En un gesto sin precedentes, uno de los líderes revolucionarios, Oliver Cromwell, permitió que la cabeza del rey fuera cosida a su cuerpo para que de esta forma su familia pudiera rendirle sus respetos. Enterraron a Carlos en privado la noche del 7 de febrero de 1649, en la cámara acorazada de Enrique VIII en la capilla de San Jorge, en el Castillo de Windsor.  
Después de la ejecución de Carlos I, la monarquía fue abolida y el país se convirtió en una república. En 1660, dos años después de la muerte de Cromwell, se restauró la monarquía bajo Carlos II.

## Descendencia
- Enrique Federico (1594-1612), duque de Rothesay desde su nacimiento y al subir su padre al trono inglés, duque de Cornualles (1603) y príncipe de Gales (1610).
- Un hijo (julio de 1595).
- Isabel (1596-1662), casada con Federico V, elector palatino del Rin y pretendiente al trono de Bohemia.
- Margarita (1598-1600), fallecida a los quince meses de edad.
- Carlos I (1600-1649), nombrado duque de Albany (1603) y de York (1605); rey de Inglaterra como Carlos I, al suceder a su padre por la muerte de su hermano mayor.
- Roberto (18 de enero de 1602-27 de mayo de 1602), duque de Kintyre, fallecido a los cuatro meses de edad.
- Un hijo (1603).
- María (1605-1607).
- Sofía (1606).

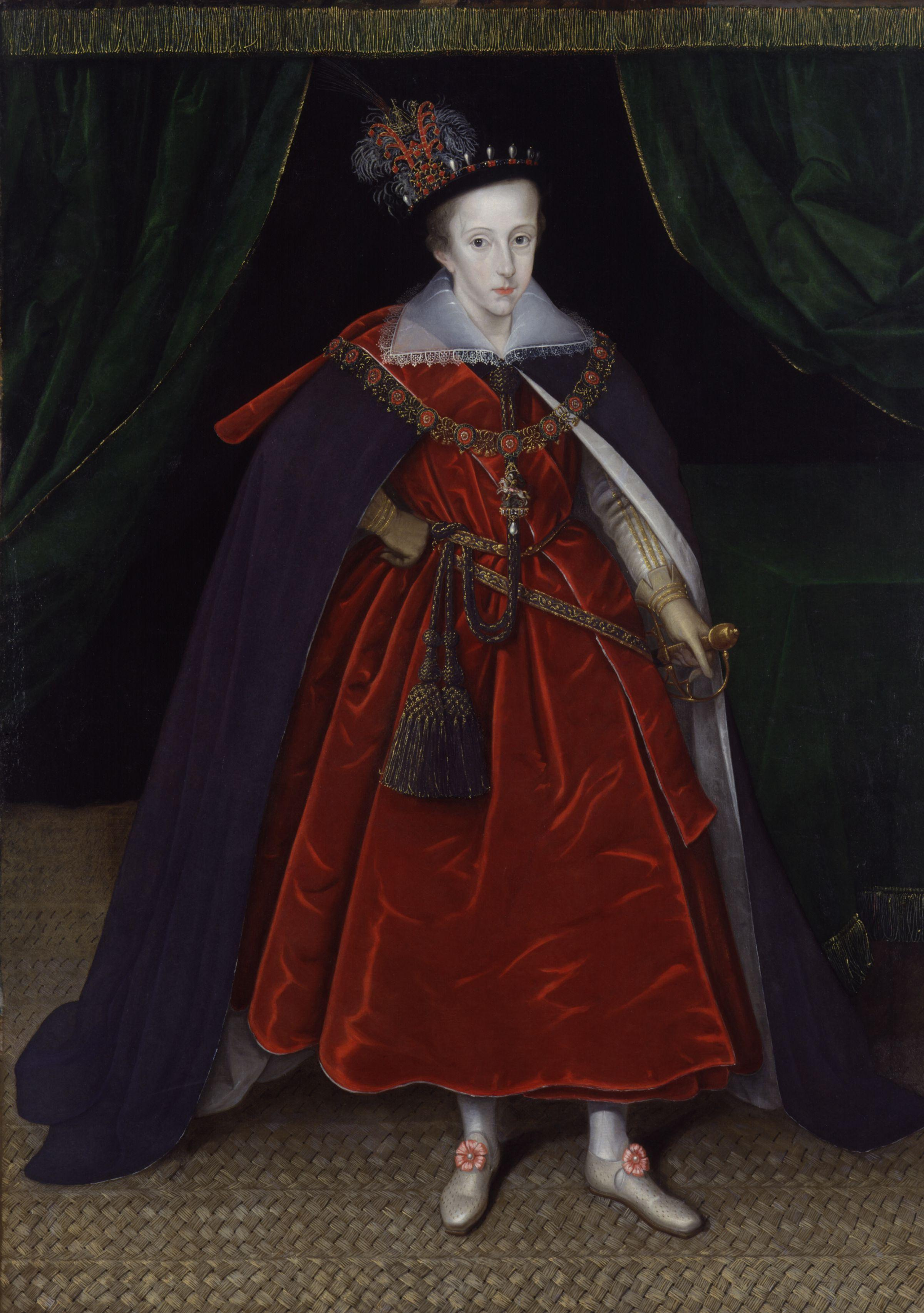
Enrique Federico, príncipe de Gales. Enrique fue visto como un heredero prometedor y brillante a los tronos de su padre. Fue el hijo mayor de Jacobo I de Inglaterra y VI de Escocia y de su esposa, Ana de Dinamarca.
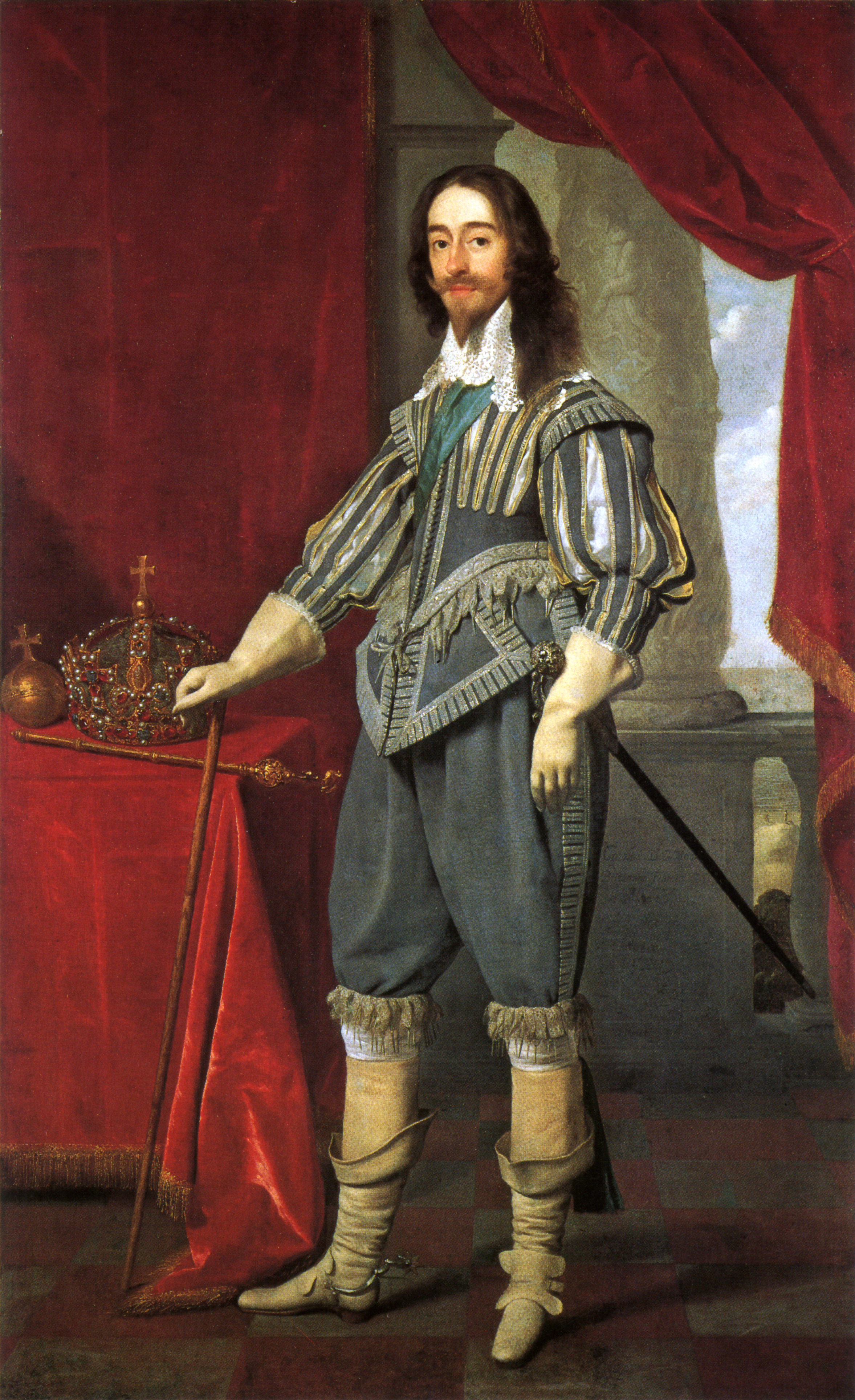
Carlos I de Inglaterra, segundo hijo varón de los nueve vástagos de Jacobo VI de Escocia y I de Inglaterra y de Ana de Dinamarca.
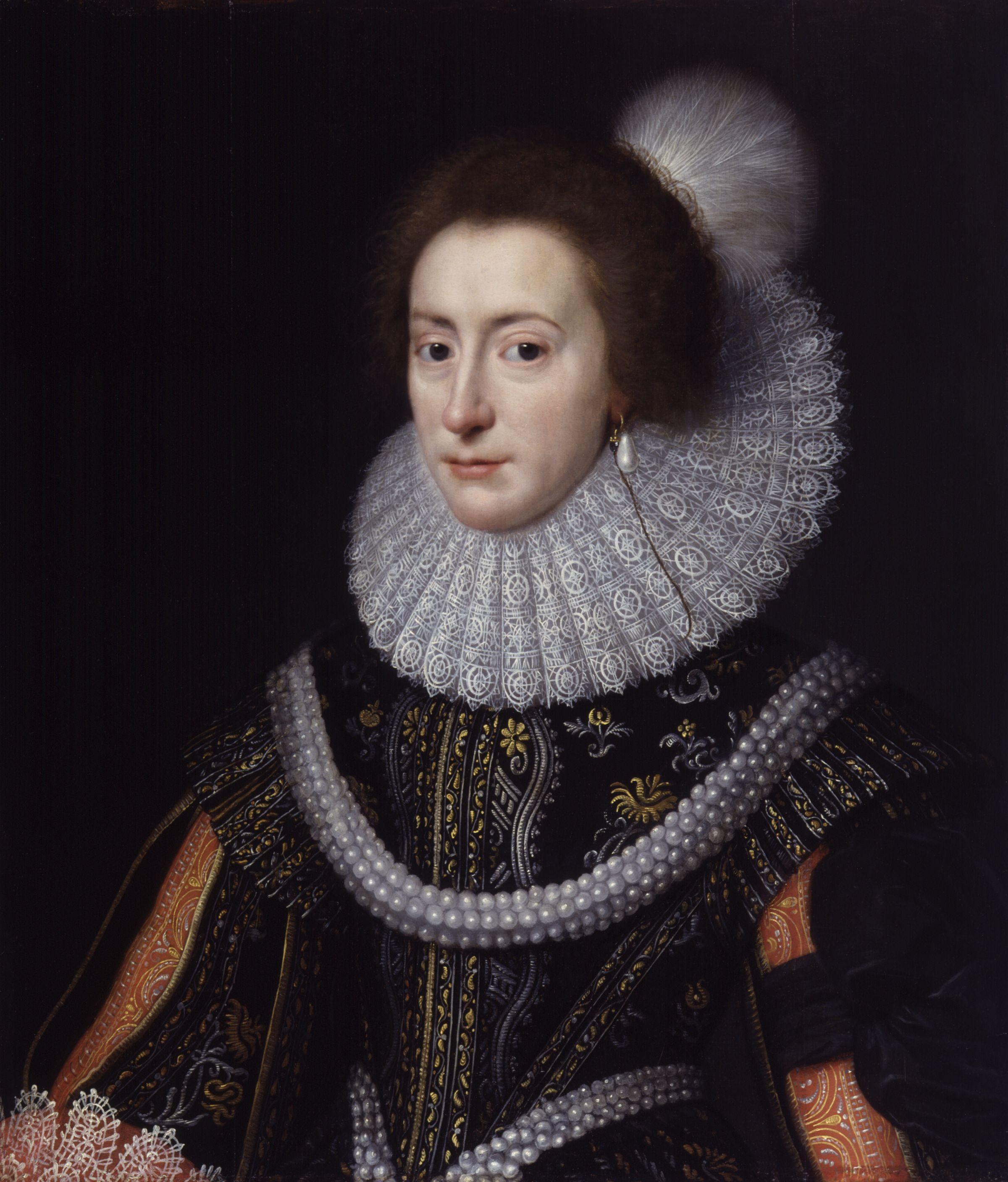
Isabel Estuardo, consorte de Bohemia. Tercera de los nueve hijos de Jacobo VI de Escocia y I de Inglaterra y de Ana de Dinamarca. Su gobierno fue breve, por lo que Isabel es conocida como la "reina de un invierno".
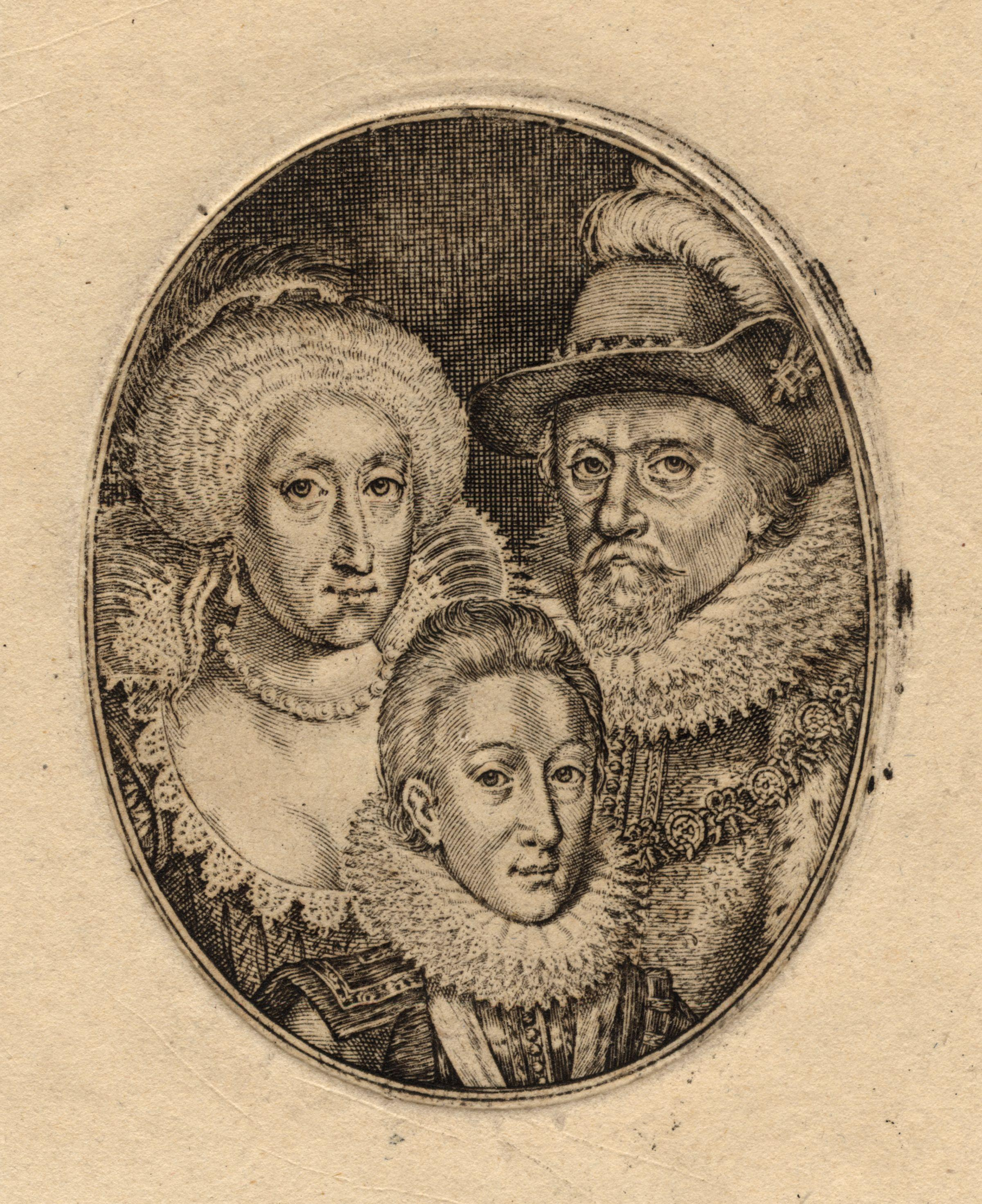
Ana, su esposo Jacobo, y su hijo Carlos mientras era príncipe de Gales.

## Muerte
A partir de septiembre de 1614, Ana estaba preocupada por el dolor en sus pies. A finales de 1617, los episodios de enfermedad de Ana se habían vuelto debilitantes; el escritor de cartas John Chamberlain registró: "La reina sigue estando mal dispuesta y, aunque desearía poner todas sus enfermedades sobre la gota, la mayoría de sus médicos temen un inconveniente adicional de un mal hábito o disposición en todo su cuerpo". Su hijo Carlos a menudo dormía en la habitación contigua en el Palacio de Hampton Court y estaba junto a su cama durante sus últimas horas, cuando había perdido la vista. Con ella hasta el final estaba su criada personal, Anna Roos, que había llegado con ella desde Dinamarca en 1590.
El 2 de marzo de 1619, la reina Ana murió de hidropesía, tras años de lucha contra su terrible enfermedad. Jacobo la visitó en contadas ocasiones, pero se mostró afectado por el fallecimiento de su esposa, quien sería enterrada en la capilla del rey Enrique en la Abadía de Westminster el 13 de mayo de aquel mismo año. El rey no asistió a su funeral, ya que él mismo estaba enfermo. 

## Ancestros
|  |                                                |  |  |  |  |  |  |  |  |  |  |  |  |  |  |  |
|  | 16. Cristián I de Dinamarca                    |  |  |  |  |  |  |  |  |  |  |  |  |  |  |  |
|  |                                                |  |  |  |  |  |  |  |  |  |  |  |  |  |  |  |
|  |                                                |  |  |  |  |  |  |  |  |  |  |  |  |  |  |  |
|  | 8. Federico I de Dinamarca                     |  |  |  |  |  |  |  |  |  |  |  |  |  |  |  |
|  |                                                |  |  |  |  |  |  |  |  |  |  |  |  |  |  |  |
|  |                                                |  |  |  |  |  |  |  |  |  |  |  |  |  |  |  |
|  | 17. Dorotea de Brandeburgo                     |  |  |  |  |  |  |  |  |  |  |  |  |  |  |  |
|  |                                                |  |  |  |  |  |  |  |  |  |  |  |  |  |  |  |
|  |                                                |  |  |  |  |  |  |  |  |  |  |  |  |  |  |  |
|  | 4. Cristián III de Dinamarca                   |  |  |  |  |  |  |  |  |  |  |  |  |  |  |  |
|  |                                                |  |  |  |  |  |  |  |  |  |  |  |  |  |  |  |
|  |                                                |  |  |  |  |  |  |  |  |  |  |  |  |  |  |  |
|  | 18. Juan Cicerón de Brandeburgo                |  |  |  |  |  |  |  |  |  |  |  |  |  |  |  |
|  |                                                |  |  |  |  |  |  |  |  |  |  |  |  |  |  |  |
|  |                                                |  |  |  |  |  |  |  |  |  |  |  |  |  |  |  |
|  | 9. Ana de Brandeburgo                          |  |  |  |  |  |  |  |  |  |  |  |  |  |  |  |
|  |                                                |  |  |  |  |  |  |  |  |  |  |  |  |  |  |  |
|  |                                                |  |  |  |  |  |  |  |  |  |  |  |  |  |  |  |
|  | 19. Margarita de Sajonia                       |  |  |  |  |  |  |  |  |  |  |  |  |  |  |  |
|  |                                                |  |  |  |  |  |  |  |  |  |  |  |  |  |  |  |
|  |                                                |  |  |  |  |  |  |  |  |  |  |  |  |  |  |  |
|  | 2. Federico II de Dinamarca                    |  |  |  |  |  |  |  |  |  |  |  |  |  |  |  |
|  |                                                |  |  |  |  |  |  |  |  |  |  |  |  |  |  |  |
|  |                                                |  |  |  |  |  |  |  |  |  |  |  |  |  |  |  |
|  | 20. Juan V de Sajonia-Lauenburgo               |  |  |  |  |  |  |  |  |  |  |  |  |  |  |  |
|  |                                                |  |  |  |  |  |  |  |  |  |  |  |  |  |  |  |
|  |                                                |  |  |  |  |  |  |  |  |  |  |  |  |  |  |  |
|  | 10. Magnus I de Sajonia-Lauenburgo             |  |  |  |  |  |  |  |  |  |  |  |  |  |  |  |
|  |                                                |  |  |  |  |  |  |  |  |  |  |  |  |  |  |  |
|  |                                                |  |  |  |  |  |  |  |  |  |  |  |  |  |  |  |
|  | 21. Dorotea de Brandeburgo                     |  |  |  |  |  |  |  |  |  |  |  |  |  |  |  |
|  |                                                |  |  |  |  |  |  |  |  |  |  |  |  |  |  |  |
|  |                                                |  |  |  |  |  |  |  |  |  |  |  |  |  |  |  |
|  | 5. Dorotea de Sajonia-Lauenburgo               |  |  |  |  |  |  |  |  |  |  |  |  |  |  |  |
|  |                                                |  |  |  |  |  |  |  |  |  |  |  |  |  |  |  |
|  |                                                |  |  |  |  |  |  |  |  |  |  |  |  |  |  |  |
|  | 22. Enrique IV de Brunswick-Luneburgo          |  |  |  |  |  |  |  |  |  |  |  |  |  |  |  |
|  |                                                |  |  |  |  |  |  |  |  |  |  |  |  |  |  |  |
|  |                                                |  |  |  |  |  |  |  |  |  |  |  |  |  |  |  |
|  | 11. Catalina de Brunswick-Wolfenbüttel         |  |  |  |  |  |  |  |  |  |  |  |  |  |  |  |
|  |                                                |  |  |  |  |  |  |  |  |  |  |  |  |  |  |  |
|  |                                                |  |  |  |  |  |  |  |  |  |  |  |  |  |  |  |
|  | 23. Catalina de Pomerania-Wolgast              |  |  |  |  |  |  |  |  |  |  |  |  |  |  |  |
|  |                                                |  |  |  |  |  |  |  |  |  |  |  |  |  |  |  |
|  |                                                |  |  |  |  |  |  |  |  |  |  |  |  |  |  |  |
|  | 1. Ana de Dinamarca                            |  |  |  |  |  |  |  |  |  |  |  |  |  |  |  |
|  |                                                |  |  |  |  |  |  |  |  |  |  |  |  |  |  |  |
|  |                                                |  |  |  |  |  |  |  |  |  |  |  |  |  |  |  |
|  | 24. Magnus II de Mecklemburgo-Schwerin-Güstrow |  |  |  |  |  |  |  |  |  |  |  |  |  |  |  |
|  |                                                |  |  |  |  |  |  |  |  |  |  |  |  |  |  |  |
|  |                                                |  |  |  |  |  |  |  |  |  |  |  |  |  |  |  |
|  | 12. Alberto VII de Mecklemburgo-Güstrow        |  |  |  |  |  |  |  |  |  |  |  |  |  |  |  |
|  |                                                |  |  |  |  |  |  |  |  |  |  |  |  |  |  |  |
|  |                                                |  |  |  |  |  |  |  |  |  |  |  |  |  |  |  |
|  | 25. Sofía de Pomerania-Wolgast                 |  |  |  |  |  |  |  |  |  |  |  |  |  |  |  |
|  |                                                |  |  |  |  |  |  |  |  |  |  |  |  |  |  |  |
|  |                                                |  |  |  |  |  |  |  |  |  |  |  |  |  |  |  |
|  | 6. Ulrico III de Mecklemburgo-Güstrow          |  |  |  |  |  |  |  |  |  |  |  |  |  |  |  |
|  |                                                |  |  |  |  |  |  |  |  |  |  |  |  |  |  |  |
|  |                                                |  |  |  |  |  |  |  |  |  |  |  |  |  |  |  |
|  | 26. Joaquín I Néstor de Brandeburgo            |  |  |  |  |  |  |  |  |  |  |  |  |  |  |  |
|  |                                                |  |  |  |  |  |  |  |  |  |  |  |  |  |  |  |
|  |                                                |  |  |  |  |  |  |  |  |  |  |  |  |  |  |  |
|  | 13. Ana de Brandeburgo                         |  |  |  |  |  |  |  |  |  |  |  |  |  |  |  |
|  |                                                |  |  |  |  |  |  |  |  |  |  |  |  |  |  |  |
|  |                                                |  |  |  |  |  |  |  |  |  |  |  |  |  |  |  |
|  | 27. Isabel de Dinamarca                        |  |  |  |  |  |  |  |  |  |  |  |  |  |  |  |
|  |                                                |  |  |  |  |  |  |  |  |  |  |  |  |  |  |  |
|  |                                                |  |  |  |  |  |  |  |  |  |  |  |  |  |  |  |
|  | 3. Sofía de Mecklemburgo-Güstrow               |  |  |  |  |  |  |  |  |  |  |  |  |  |  |  |
|  |                                                |  |  |  |  |  |  |  |  |  |  |  |  |  |  |  |
|  |                                                |  |  |  |  |  |  |  |  |  |  |  |  |  |  |  |
|  | 28. Cristián I de Dinamarca (= 16)             |  |  |  |  |  |  |  |  |  |  |  |  |  |  |  |
|  |                                                |  |  |  |  |  |  |  |  |  |  |  |  |  |  |  |
|  |                                                |  |  |  |  |  |  |  |  |  |  |  |  |  |  |  |
|  | 14. Federico I de Dinamarca ( =8.)             |  |  |  |  |  |  |  |  |  |  |  |  |  |  |  |
|  |                                                |  |  |  |  |  |  |  |  |  |  |  |  |  |  |  |
|  |                                                |  |  |  |  |  |  |  |  |  |  |  |  |  |  |  |
|  | 29. Dorotea de Brandeburgo (= 17)              |  |  |  |  |  |  |  |  |  |  |  |  |  |  |  |
|  |                                                |  |  |  |  |  |  |  |  |  |  |  |  |  |  |  |
|  |                                                |  |  |  |  |  |  |  |  |  |  |  |  |  |  |  |
|  | 7. Isabel de Dinamarca                         |  |  |  |  |  |  |  |  |  |  |  |  |  |  |  |
|  |                                                |  |  |  |  |  |  |  |  |  |  |  |  |  |  |  |
|  |                                                |  |  |  |  |  |  |  |  |  |  |  |  |  |  |  |
|  | 30. Bogislao X de Pomerania                    |  |  |  |  |  |  |  |  |  |  |  |  |  |  |  |
|  |                                                |  |  |  |  |  |  |  |  |  |  |  |  |  |  |  |
|  |                                                |  |  |  |  |  |  |  |  |  |  |  |  |  |  |  |
|  | 15. Sofía de Pomerania                         |  |  |  |  |  |  |  |  |  |  |  |  |  |  |  |
|  |                                                |  |  |  |  |  |  |  |  |  |  |  |  |  |  |  |
|  |                                                |  |  |  |  |  |  |  |  |  |  |  |  |  |  |  |
|  | 31. Ana de Polonia                             |  |  |  |  |  |  |  |  |  |  |  |  |  |  |  |
|  |                                                |  |  |  |  |  |  |  |  |  |  |  |  |  |  |  |
|  |                                                |  |  |  |  |  |  |  |  |  |  |  |  |  |  |  |

| Predecesor: James Hepburn, IV conde de Bothwell | Reina consorte de Escocia 23 de noviembre de 1589-2 de marzo de 1619                   | Sucesor: Enriqueta María de Francia (en 1625) |
| Predecesor: Felipe I de Inglaterra              | Reina consorte de Inglaterra 25 de julio de 1603-2 de marzo de 1619                    | Sucesor: Enriqueta María de Francia (en 1625) |
| Predecesor: Título de nueva creación            | Reina consorte de Inglaterra, Escocia e Irlanda 25 de julio de 1603-2 de marzo de 1619 | Sucesor: Enriqueta María de Francia           |